# Octavians
Die Octavians [ˌokˈteɪvɪænz] sind ein deutsches A-cappella-Ensemble aus Jena.

## Geschichte

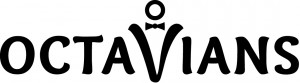
Logo der Octavians

Die Octavians wurden 2006 von acht ehemaligen und aktiven Mitgliedern des Knabenchores der Jenaer Philharmonie gegründet. Sie sind mehrfacher Preisträger verschiedener A-cappella-Wettbewerbe. Eine der Besonderheiten des Ensembles besteht darin, dass es über mehrere Countertenöre verfügt, welche es der Gruppe ermöglichen ein Spektrum vom höchsten Sopran bis zum tiefen Bass zu intonieren.
Bundesweit trat das Ensemble im Auftrag der Jenaer Philharmonie, des Kultusministeriums Thüringens oder des Bundesministeriums für Bildung und Forschung auf.
International fungierten die Octavians bereits mehrfach als „Kulturbotschafter“, beispielsweise 2015 im Rahmen einer über das Goethe-Institut organisierten Konzertreihe in Tunesien oder 2017 im chinesischen Guangzhou als Delegierte der Stadt Jena.
Andere Tourneen führten die 8 Sänger bereits quer durch Europa, so z. B. in die Schweiz, nach England, Spanien, Italien, Schweden, Frankreich und Polen.
Ihre erste nationale Auszeichnung erhielten die Octavians 2010 mit dem 1. Preis beim Bundeswettbewerb Jugend musiziert in der Sektion „Vokal-Ensemble: 3–6 Gesangsstimmen, Altersgruppe VII“ mit 25 Punkten den ersten Preis, kurz darauf folgte die Produktion ihrer 1. CD Auftakt beim Klassik-Label Querstand. Ein Jahr später belegten sie den zweiten Platz beim A-cappella-Festival „Vokal total“ in Graz.
2013 folgte die Produktion der Vereinshymne des 1. FC Carl Zeiss Jena in Kooperation mit der Jenaer Philharmonie sowie die Veröffentlichung der CD Goldene Zwanziger bei Rondeau Production – eine Hommage an die Comedian Harmonists. Dieses von Rondeau produzierte Album beinhaltet auch moderne Stücke des Swing und Jazz.
Im November 2015 erschien ihr dritter, wiederum von Rondeau produzierter Tonträger – eine Weihnachts-CD mit dem Titel Es naht ein Licht. Im Jahr 2016 tourten die Octavians mit einem Jubiläumsprogramm anlässlich des 10-jährigen Bestehens durch ganz Deutschland.
Beim Internationalen A cappella Wettbewerb in Leipzig 2017 erreichte das Ensemble mit dem zweiten Platz die beste Platzierung der Veranstaltung und qualifizierte sich für die Teilnahme am Internationalen Festival für Vokalmusik 2018.
Im Rahmen einer Konzerttournee mit dem Organisten Matthias Eisenberg führte das Ensemble im Sommer 2018 deutschlandweit den Strophenzyklus „Kreuzleich“ des Minnesängers Heinrich von Meißen aus dem 13. Jh. in einer Rekomposition von Karsten Gundermann auf. Auf ihrem 2021 erschienenen Album Minuten aus Jahrhunderten befassen sich die Octavians mit Eigenschaften zeitloser Kompositionen und präsentieren ihre Lieblingsstücke aus der Historie. In den Jahren 2022 und 2023 widmeten sich die Octavians den Comedian Harmonists und tourten mit dem Programm „Irgendwo auf der Welt“ durch Deutschland.

## Repertoire
Zum Repertoire der Gruppe gehören neben sakralen Werken und Madrigalen auch traditionelle, romantische und humoristische Stücke aus über 800 Jahren Musikgeschichte.

## Diskografie
- 2011: Auftakt (Querstand)
- 2013: Blau, Gold und Weiß
- 2013: Goldene Zwanziger (Rondeau, live)
- 2015: Es naht ein Licht (Rondeau)
- 2018: 10 Jahre Octavians – Das Konzert (live, inkl. DVD)
- 2019: Kreuzleich – Heinrich von Meißen (Genuin)
- 2021: Minuten aus Jahrhunderten (Genuin)
- 2025: Und in Jene lebt sich's bene (Genuin)

## Auszeichnungen
- 2010: 1. Preis beim Bundeswettbewerb „Jugend musiziert“ (zuvor 1. Preis beim Regional- und Landeswettbewerb)
- 2011: Silberdiplom und Publikumspreis bei der Internationalen A cappella Competition in Graz (Austria)
- 2013: 1. Preis beim Landeschorwettbewerb Thüringen in der Kategorie „Vokalensemble – H1“
- 2014: 3. Preis beim Deutschen Chorwettbewerb in der Kategorie „Vokalensemble – H1“[2] sowie Sonderpreis der Walter und Charlotte Hamel Stiftung[3]
- 2017: Gewinner des Internationalen A cappella Wettbewerbs Leipzig (2. Preis bei nicht vergebenem 1. Preis sowie Publikumspreis)
- 2025: 2. Preis beim "Contest for Vocal Ensembles" in Tampere, Finnland – Kategorie: Unverstärktes Vokalensemble[4]